# Ключевсько (гміна)
Гміна Ключевсько (пол. Gmina Kluczewsko) — сільська гміна у східній Польщі. Належить до Влощовського повіту Свентокшиського воєводства.
Станом на 31 грудня 2011 у гміні проживало 5266 осіб.

## Територія
Згідно з даними за 2007 рік площа гміни становила 137.05 км², у тому числі:
- орні землі: 56.00%
- ліси: 38.00%

Таким чином, площа гміни становить 15.12% площі повіту.

## Населення
Станом на 31 грудня 2011:
| Опис     | Загалом | Загалом | Чоловіки | Чоловіки | Жінки | Жінки |
| -------- | ------- | ------- | -------- | -------- | ----- | ----- |
| одиниця  | осіб    | %       | осіб     | %        | осіб  | %     |
| все      | 5266    | 100     | 2676     | 50.82    | 2590  | 49.18 |
| міське   | 0       | 100     | 0        |          | 0     |       |
| сільське | 5266    | 100     | 2676     | 50.82    | 2590  | 49.18 |

## Сусідні гміни
Гміна Ключевсько межує з такими гмінами: Вельґомлини, Влощова, Житно, Красоцин, Пшедбуж.